# 三重県道523号加佐登停車場線
三重県道523号加佐登停車場線（みえけんどう523ごう かさどていしゃじょうせん）は、三重県鈴鹿市を通る、かつて存在した一般県道である。

## 概要
鈴鹿市加佐登1丁目から鈴鹿市加佐登町に至る。2002年（平成14年）3月29日をもって廃止された。JR東海関西本線 加佐登駅と国道1号とを結んでいた。

### 路線データ
- 起点：三重県鈴鹿市加佐登1丁目（JR東海関西本線 加佐登駅前、三重県道637号辺法寺加佐登停車場線終点）
- 終点：三重県鈴鹿市加佐登町（加佐登町交差点、国道1号交点）
- 総延長：523 m

## 歴史
- 1959年（昭和34年）1月25日 - 路線認定[1]。
- 2002年（平成14年）3月29日 - 路線廃止[2]。

## 路線状況

### 重複区間
- 三重県道637号辺法寺加佐登停車場線（鈴鹿市加佐登1丁目）

## 地理

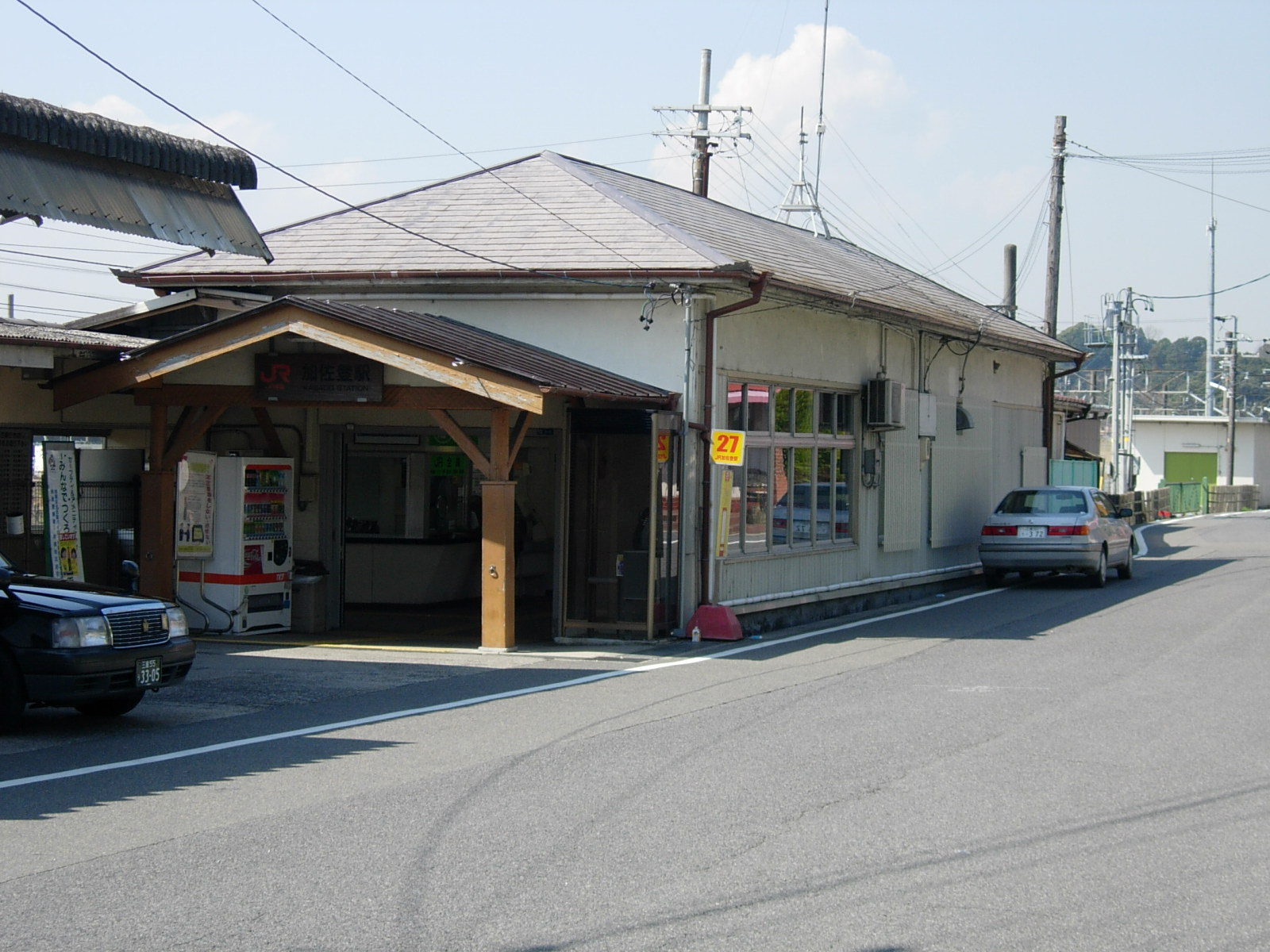
旧・起点

### 通過していた自治体
- 三重県
  - 鈴鹿市

### 交差していた道路
| 交差していた道路                                           | 交差していた場所 | 交差していた場所      |
| ---------------------------------------------------------- | ---------------- | --------------------- |
| 三重県道637号辺法寺加佐登停車場線 重複区間起点             | 加佐登1丁目      | 起点                  |
| 三重県道637号辺法寺加佐登停車場線 重複区間終点             | 加佐登1丁目      |                       |
| 国道1号 / 東海道 国道25号 重複 三重県道27号神戸長沢線 重複 | 加佐登町         | 加佐登町交差点 / 終点 |

### 交差していた鉄道
- 関西本線

### 沿線
- しらはと保育園
- JR東海関西本線 加佐登駅
- 鈴鹿川